# Дуб Михайла Коцюбинського
Дуб Михайла Коцюбинського. Обхват понад 3 м, висота 25 м, вік близько 300 років. Росте в  Жмеринському районі  Вінницької області, в селі  Станіславчик. Названий на честь українського письменника  Михайла Коцюбинського, чия сім'я довгий час проживала в селі Станіславчик. Має статус  пам'ятки природи.

## Ресурси Інтернету
- Фотогалерея самых старых и выдающихся деревьев Украины  [Архівовано 8 квітня 2014 у Wayback Machine.]

## Виноски
1. 1 2   Шнайдер С. Л., Борейко В. Е., Стеценко Н. Ф. 500 выдающихся деревьев Украины. — К.: КЭКЦ, 2011. — 203 с.